# دیلان اودرائوگو
دیلان اودرائوگو (انگلیسی: Dylan Ouédraogo؛ زادهٔ ۲۲ ژوئیهٔ ۱۹۹۸) بازیکن فوتبال اهل فرانسه است.
از باشگاه‌هایی که در آن بازی کرده‌است می‌توان به باشگاه فوتبال آپولون لیماسول و باشگاه فوتبال اود-هورلی لوون اشاره کرد.
وی همچنین در تیم ملی فوتبال بورکینافاسو بازی کرده‌است.